# Veliki Miletinac
Veliki Miletinac – wieś w Chorwacji, w żupanii bielowarsko-bilogorskiej, w gminie Đulovac. W 2011 roku liczyła 59 mieszkańców.